# Serie C1 2003/2004
Soutěžní ročník Serie C1 2003/04 byl 26. ročník třetí nejvyšší italské fotbalové ligy. Soutěž začala 31. srpna 2003 a skončila 20. června 2004. Účastnilo se jí celkem 36 týmů rozdělené do dvou skupin po 18 klubech. Z každé skupiny postoupil vítěz přímo do druhé ligy, druhý postupující se probojoval přes play off.
Kluby AC Arezzo, Fermana Calcio a AS Sora obsadili v minulé sezoně sestupové příčky. Jenže kvůli kauze Catania zůstali v soutěži.

## Skupina A
| Poř. | Tým                         | Z  | V  | R  | P  | VG | OG | B  |
| ---- | --------------------------- | -- | -- | -- | -- | -- | -- | -- |
| 1.   | AC Arezzo                   | 34 | 20 | 7  | 7  | 51 | 27 | 67 |
| 2.   | AC Lumezzane                | 34 | 17 | 8  | 9  | 42 | 33 | 59 |
| 3.   | AC Cesena                   | 34 | 15 | 13 | 6  | 47 | 34 | 58 |
| 4.   | Rimini Calcio FC            | 34 | 14 | 11 | 9  | 42 | 33 | 53 |
| 5.   | AS Lucchese Libertas        | 34 | 14 | 10 | 10 | 39 | 34 | 52 |
| 6.   | Spezia Calcio               | 34 | 13 | 12 | 9  | 35 | 33 | 51 |
| 7.   | Pisa Calcio 1               | 34 | 13 | 10 | 11 | 44 | 37 | 48 |
| 8.   | Calcio Padova               | 34 | 12 | 12 | 10 | 36 | 27 | 48 |
| 9.   | SPAL                        | 34 | 12 | 11 | 11 | 31 | 28 | 47 |
| 10.  | AC Pistoiese                | 34 | 11 | 11 | 12 | 35 | 36 | 44 |
| 11.  | AS Cittadella Padova        | 34 | 11 | 9  | 14 | 34 | 35 | 42 |
| 12.  | Novara Calcio               | 34 | 9  | 13 | 12 | 37 | 41 | 40 |
| 13.  | Polisportiva Sassari Torres | 34 | 9  | 11 | 14 | 21 | 28 | 38 |
| 14.  | Pro Patria Gallaratese G.B. | 34 | 9  | 11 | 14 | 28 | 38 | 38 |
| 15.  | AC Reggiana                 | 34 | 9  | 10 | 15 | 32 | 45 | 37 |
| 16.  | Varese FC                   | 34 | 8  | 11 | 15 | 29 | 43 | 35 |
| 17.  | AC Prato                    | 34 | 8  | 10 | 16 | 33 | 46 | 34 |
| 18.  | AC Pavia 2                  | 34 | 8  | 8  | 18 | 29 | 47 | 32 |

Poznámky
- Z = Odehrané zápasy; V = Vítězství; R = Remízy; P = Prohry; VG = Vstřelené góly; OG = Obdržené góly; B = Body
- za výhru 3 body, za remízu 1 bod, za prohru 0 bodů.
- 1  Pisa Calcio byl odečten 1 bod.
- 2  AC Pavia přímo nesestoupil díky reorganizaci.

|  | Přímý postup do Serie B 2004/05  |
|  | Play off                         |
|  | Play out                         |
|  | Přímý sestup do Serie C2 2004/05 |

### Play off
Boj o postupující místo do Serie B.

#### Semifinále
AS Lucchese Libertas – AC Lumezzane 3:4, 0:2

Rimini Calcio FC – AC Cesena 1:1, 0:2

#### Finále
AC Cesena – AC Lumezzane 1:1, 2:1 v (prodl.)
Postup do Serie B 2004/05 vyhrál tým AC Cesena.

### Play out
Boj o udržení v Serie C1.
AC Prato – Pro Patria Gallaratese G.B. 0:0, 2:3

Varese FC – AC Reggiana 0:1, 2:1
Sestup do Serie C2 2004/05 měli kluby AC Prato a Varese FC. Klub AC Prato nakonec nesestoupil díky reorganizaci.

## Skupina B
| Poř. | Tým                        | Z  | V  | R  | P  | VG | OG | B  |
| ---- | -------------------------- | -- | -- | -- | -- | -- | -- | -- |
| 1.   | US Catanzaro               | 34 | 19 | 10 | 5  | 44 | 25 | 67 |
| 2.   | FC Crotone                 | 34 | 19 | 8  | 7  | 57 | 33 | 65 |
| 3.   | US Viterbese               | 34 | 16 | 13 | 5  | 45 | 29 | 61 |
| 4.   | AS Acireale                | 34 | 16 | 12 | 6  | 40 | 26 | 60 |
| 5.   | FC Benevento               | 34 | 14 | 14 | 6  | 42 | 29 | 56 |
| 6.   | SS Lanciano                | 34 | 15 | 8  | 11 | 34 | 31 | 53 |
| 7.   | Sambenedettese Calcio 1923 | 34 | 13 | 13 | 8  | 50 | 40 | 52 |
| 8.   | Chieti Calcio              | 34 | 13 | 9  | 12 | 39 | 35 | 48 |
| 9.   | Foggia Calcio              | 34 | 11 | 13 | 10 | 43 | 43 | 46 |
| 10.  | Teramo Calcio              | 34 | 13 | 6  | 15 | 40 | 41 | 45 |
| 11.  | AC Martina 1947            | 34 | 11 | 9  | 14 | 46 | 51 | 42 |
| 12.  | Giulianova Calcio          | 34 | 11 | 8  | 15 | 35 | 39 | 41 |
| 13.  | AS Sora                    | 34 | 10 | 11 | 13 | 27 | 35 | 41 |
| 14.  | Fermana Calcio             | 34 | 9  | 13 | 12 | 34 | 46 | 40 |
| 15.  | Vis Pesaro 1898            | 34 | 9  | 9  | 16 | 31 | 48 | 36 |
| 16.  | Paternò Calcio             | 34 | 8  | 8  | 18 | 32 | 47 | 32 |
| 17.  | Taranto Calcio             | 34 | 7  | 9  | 18 | 31 | 46 | 30 |
| 18.  | L'Aquila Calcio            | 34 | 2  | 7  | 25 | 26 | 52 | 13 |

Poznámky
- Z = Odehrané zápasy; V = Vítězství; R = Remízy; P = Prohry; VG = Vstřelené góly; OG = Obdržené góly; B = Body
- za výhru 3 body, za remízu 1 bod, za prohru 0 bodů.

|  | Přímý postup do Serie B 2004/05  |
|  | Play off                         |
|  | Play out                         |
|  | Přímý sestup do Serie C2 2004/05 |

### Play off
Boj o postupující místo do Serie B.

#### Semifinále
FC Benevento – FC Crotone 1:0, 1:3

AS Acireale – US Viterbese 1:2, 0:1

#### Finále
US Viterbese – FC Crotone 0:0, 0:3
Postup do Serie B 2004/05 vyhrál tým FC Crotone.

### Play out
Boj o udržení v Serie C1.
Paternò Calcio – Vis Pesaro 1898 0:0, 1:2

Taranto Calcio – Fermana Calcio 1:1, 0:0
Sestup do Serie C2 2004/05 měli kluby Paternò Calcio a Taranto Calcio.